# John Gijsen
Johannes Josephus Theodorus Elisabeth (John) Gijsen (Nieuwenhagen, 13 december 1947) is een Nederlands politicus van het CDA.
Hij werd geboren als zoon van Th.J.M. Gijsen die toen burgemeester van Nieuwenhagen was en later ook burgemeester van Horst, Kerkrade en Venlo is geweest. John Gijsen is afgestudeerd in de rechten aan de Katholieke Hogeschool Tilburg en was daarna werkzaam als juridisch medewerker bij de gemeente Dordrecht waar hij het bracht tot referendaris. In oktober 1982 werd Gijsen, in navolging van zijn vader, benoemd tot burgemeester en wel van Montfort. In 1987 werd hij voorzitter van het College van Bestuur van de Rijkshogeschool Maastricht wat hij tot 2000 zou blijven. Daarna was hij tot januari 2011 directeur van de Zuid-Limburgse woningcorporatie Woonpunt.